# Grækere
I dag er grækere en betegnelse for indbyggerne i det moderne Grækenland.

## Historisk
Grækere hed i antikken hellenere. Hellen stammer fra græsk og betyder fra Hellas (Oldtidens Grækenland).
I antikken boede der grækere fordelt i kolonier i hele Middelhavsområdet; se også oldtidens Grækenland.
Grækerne er et folkeslag, der bl.a. har det tilfælles, at de taler det indoeuropæiske sprog græsk. Navnet "græker" stammer fra latin graecus. Grækerne selv kalder sig for hellenes (ελληνες).
Var man ikke hellener, var man barbar (=fremmed, udlænding).